# Вільчоволя (Зволенський повіт)
Вільчоволя (пол. Wilczowola) — село в Польщі, у гміні Полічна Зволенського повіту Мазовецького воєводства.
Населення — 252 особи (2011).
У 1975-1998 роках село належало до Радомського воєводства.

## Демографія
Демографічна структура станом на 31 березня 2011 року:
|          | Загалом | Допрацездатний вік | Працездатний вік | Постпрацездатний вік |
| -------- | ------- | ------------------ | ---------------- | -------------------- |
| Чоловіки | 123     | 25                 | 87               | 11                   |
| Жінки    | 129     | 23                 | 83               | 23                   |
| Разом    | 252     | 48                 | 170              | 34                   |